# Габріель Феррі
Габріель Феррі (29 листопада 1809, Гренобль — 5 січня 1852) — французький письменник, автор пригодницьких романів для юнацтва про Латинську Америку.

## Біографія
Здобув освіту в Колеж-де-Версаль. З 1830 по 1837 роки жив в Мексиці, де його батько займався торговельними справами, багато подорожував цією країною і бував на півдні США, потім повернувся до Франції, пізніше виїхав до Іспанії. Писав останні п'ять років свого життя. Загинув в протоці Ла-Манш в результаті краху судна Amazon, на якому вирушив до Каліфорнії.
Найбільш відомі твори: «Le Coureur de Bois» (1850), «Costal l'Indien», «Les Gambusinos», «Les Squatters».

## Син
Його син, також Габріель Феррі (нар. 30 травня 1846, Париж), став, як і батько, письменником, а також драматургом, хоча спочатку працював банківським службовцем.
Найвідомішою його п'єсою була «Réginah» (1874). Найбільш відомі романи: Les dernières années d'Alexandre Dumas (Париж, 1882); «Les patriotes de 1816» (Париж, 1883); «Les deux maris de Marthe» (Париж, 1884); «Balzac et ses amies» (Париж, 1888); «Cap de fex» (Париж, 1889); «Les exploits de César» (Париж, 1889); «Les exploits de Martin» (Париж, 1890); «Les pronesses de Martin Robert» (Париж, 1890).